# Štvrtok
Štvrtok je naseljeno mjesto u okrugu Trenčín u  Trenčínskom kraju u Slovačkoj.

## Stanovništvo
| Godina:     | 1993. | 2003.   | 2013.   | 2023.    |
| ----------- | ----- | ------- | ------- | -------- |
| Broj ljudi: | 353   | 367     | 353     | 483      |
| Razlika:    |       | +3,96 % | -3,81 % | +36,82 % |

| Godina:     | 2022. | 2023.   |
| ----------- | ----- | ------- |
| Broj ljudi: | 478   | 483     |
| Razlika:    |       | +1,04 % |

Prema podacima o broju stanovnika iz 2023. godine naselje je imalo 483 stanovnika.

## Vanjske poveznice
|  | Zajednički poslužitelj ima još gradiva o temi Štvrtok |

- Službena stranica naselja (sl.)